# Leioproctus tristis
Leioproctus tristis är en biart som först beskrevs av Maximilian Spinola 1851.  Leioproctus tristis ingår i släktet Leioproctus och familjen korttungebin. Inga underarter finns listade i Catalogue of Life.